# Kalbsfuß
Der Kalbsfuß ist das unterste und kleinste Teilstück der Hinter- oder Vorderkeule des Kalbs. Er enthält nur wenig Fleisch und ist reich an Knochen und Bindegewebe. Kalbsfuß wird üblicherweise gekocht, um neben seinen Aromen auch das im Bindegewebe enthaltene Kollagen (in Form von Gelatine) zu gewinnen. Er gehört daher zu den traditionellen Zutaten von Fleischbrühe, besonders wenn sie zu Sülze oder Aspik verwendet werden soll.
Das Fleisch vorgegarter Kalbsfüße ist Bestandteil verschiedener traditioneller Gerichte, oft mit weiteren Zutaten geschmort, gebraten oder paniert gebacken. Wie Ochsenmaul wird es auch zu Salaten verarbeitet.
Zur Vorbereitung werden Kalbsfüße – meist schon vom Metzger – abgebrüht und der Länge nach gespalten.